# راشد بن شهاب اليشكري
راشد بن شهاب اليشكري شاعر عربي قديم؛ يرتفع نسبه إلى نزار فهو راشد بن شهاب بن عبدة بن عصم بن ربيعة بن عامر بن جهيل بن ثعلبة بن غبر بن غنم بن حبيب بن كعب بن يشكر بن بكر بن وائل من بني ربيعة بن نزار. وقد قيل أن نصر بن عاصم بن الحليف اليشكري مدحه بشعر قال فيه:
ومنا الذي فك العناة فعاله

## شعره
ومن شعره: